# Ngựa Misaki
Ngựa Misaki (Chữ Nhật: 御崎馬/岬馬-Misaki uma) là một giống ngựa thuộc dòng ngựa giống nhỏ (Pony) của Nhật Bản. Đây là một trong tám giống ngựa bản địa của Nhật Bản. Hiện nay, tình trạng giống ngựa này bị đe dọa nghiêm trọng, chúng hiện sinh sống như những con ngựa hoang trong một khu vực tự nhiên gần một Đài tưởng niệm Quốc gia. Khu vực này được chỉ định trên Mũi Toi (còn được gọi là Toimisaki) nằm trong ranh giới thành phố Kushima ở phía nam của tỉnh Miyazaki trên đảo của Kyūshū. Ngựa Misaki đã được công nhận là một báu vật tự nhiên cấp quốc gia Nhật Bản (Japanese National Natural Treasure) vào năm 1953:16.

## Lịch sử
Ngựa Nhật Bản được cho là có nguồn gốc từ những đàn ngựa giống được đem đến Nhật Bản vào những thời điểm khác nhau từ các vùng khác nhau của lục địa châu Á, những đợt nhập khẩu đầu tiên như vậy đã diễn ra vào thế kỷ VI là thời điểm muộn nhất được biết đến. Ngựa được sử dụng trong nông nghiệp, làm ngựa thồ mặc dù chúng không dùng cho việc lấy sức kéo, nhưng chúng cũng được sử dụng làm ngựa chiến:67. Người ta đã phát hiện di tích khoảng 130 con ngựa đã được khai quật từ các chiến trường có niên đại vào thòi Kamakura (1185–1333 SCN); chúng có chiều cao ngang ngực dao động từ 110 đến 140 cm:67. Giống ngựa Misaki lần đầu tiên được xác định trong các thư tịch cổ vào năm 1697 khi gia tộc Akizuki của tộc Takanabe quây bắt những con ngựa hoang và để phát triển thành một bãi quây nuôi ngựa giống.
Trong năm 2007, ngựa Misaki được FAO xếp vào loại cần "được duy trì quan trọng":71. Tổng số quần thể ngựa không quá khoảng 120 cá thể:486 từ mức thấp 53 cá thể được ghi nhận vào năm 1973:94. Một nghiên cứu di truyền về giống ngựa Nhật Bản và ngựa Mông Cổ vào năm 2003 đã phát hiện rằng ngựa Misaki có liên quan mật thiết nhất với giống ngựa Noma, ngựa Tokara và ngựa Yonaguni:379. Năm 2011, đã có 12 con ngựa của đàn Misaki đã cho kết quả xét nghiệm dương tính với Cognins là một chứng bệnh thiếu máu. Từ máu của một trong số chúng, toàn bộ hệ gen virus được giải trình tự cho thấy có sự khác biệt đáng kể so với hai chủng thiếu máu truyền nhiễm tĩnh mạch.